# 코차니

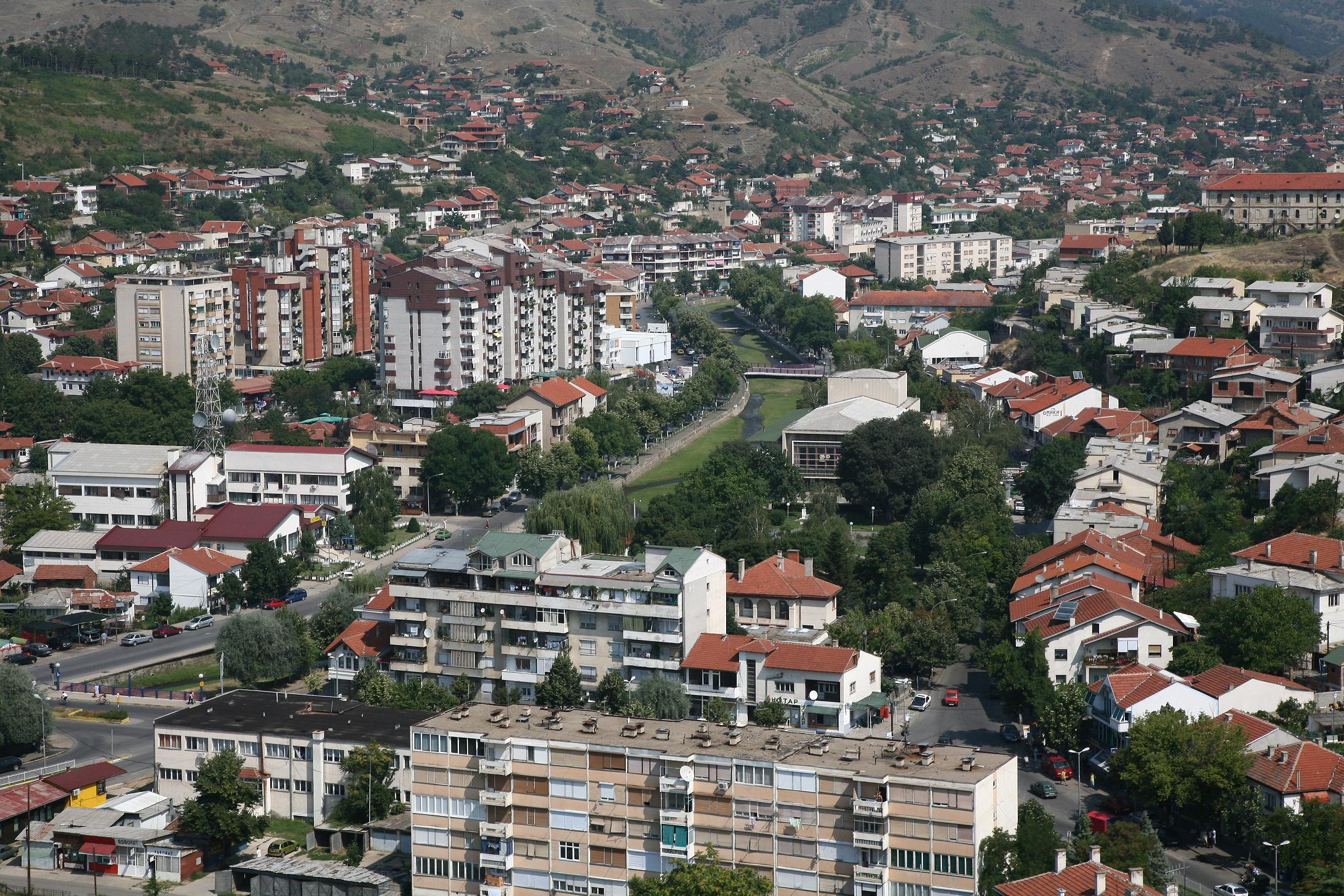
코차니 시가지

코차니(마케도니아어: Кочани)는 마케도니아 공화국 동부에 위치한 도시로 면적은 18.6km2, 높이는 350~450m, 인구는 28,330명(2002년 기준), 인구 밀도는 1,523.1명/km2이다. 코차니 시의 행정 중심지이며 스코페(마케도니아 공화국의 수도)에서 120km 정도 떨어진 곳에 위치한다.

시기
시 문장

## 인구

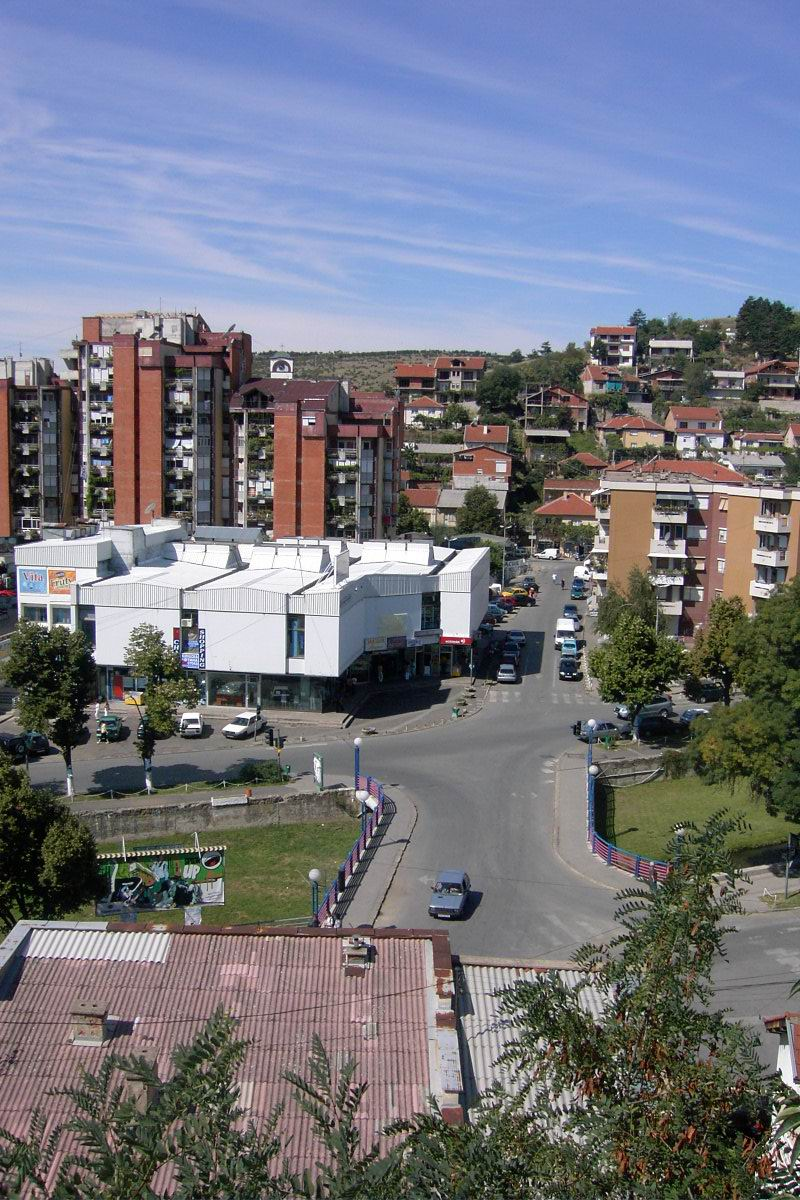
코차니 주택 단지

- 1948년 - 6,657명
- 1994년 - 26,364명
- 2002년 - 28,330명

## 민족 분포
- 마케도니아인: 90.3%
- 로마인: 5.0%
- 튀르키예인: 3.0%
- 블라크인: 0.5%
- 세르비아인: 0.2%
- 그 외의 민족: 1.0%

## 종교 분포
- 동방 정교회: 96%
- 무슬림: 3%
- 로마 가톨릭 교회: 0.3%
- 그 외의 종교: 0.7%

## 자매 도시
- 불가리아 카잔러크
- 헝가리 시게트센트미클로시
- 튀르키예 예니포차
- 크로아티아 크리제브치
- 우크라이나 페레야슬라우흐멜니츠키
- 세르비아 노비크네제바츠